# Vandellia brevipedunculata
Vandellia brevipedunculata är en tvåhjärtbladig växtart som först beskrevs av Hisao Migo, och fick sitt nu gällande namn av Takasi Takashi Yamazaki. Vandellia brevipedunculata ingår i släktet Vandellia och familjen Linderniaceae. Inga underarter finns listade i Catalogue of Life.